# 케룰렌강
케룰렌강(몽골어: ᠬᠡᠷᠯᠡᠨ

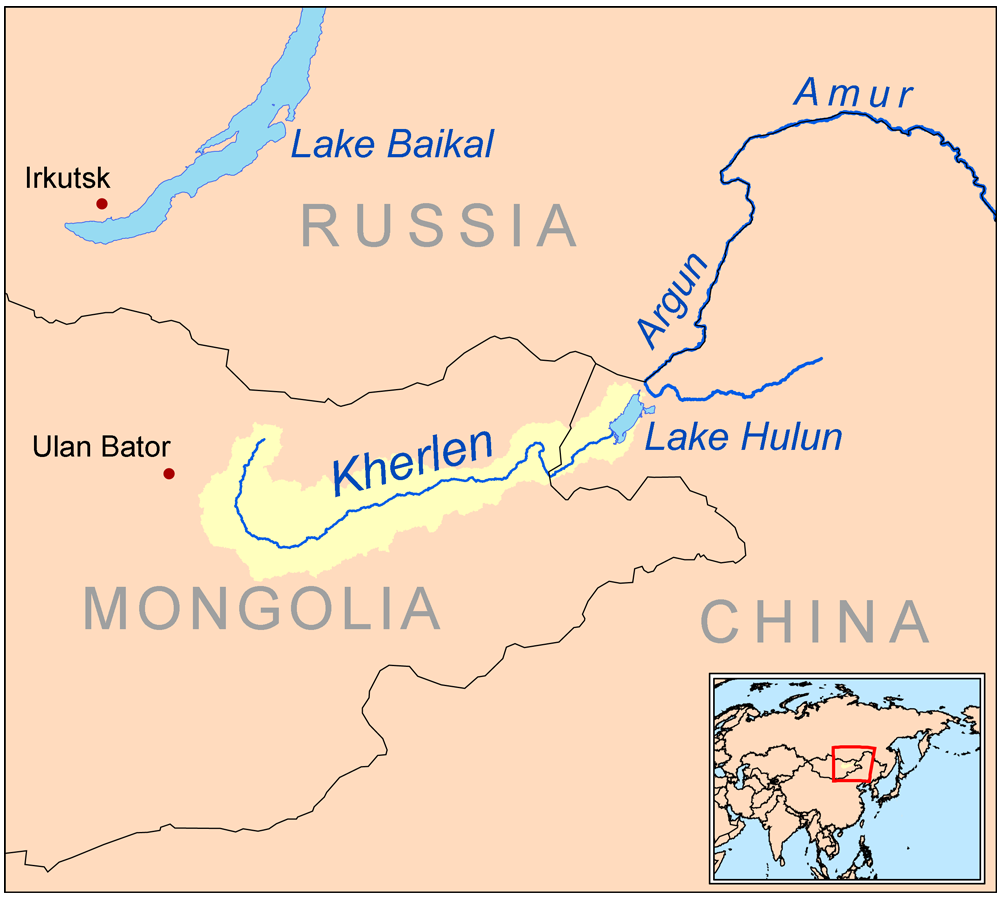
케룰렌강 강역

ᠭᠣᠣᠯ) 또는 헤를렌강(중국어 간체:克鲁伦河)은 몽골과 중화인민공화국에 걸쳐있는 강으로 길이가 1264 km이다.
몽골 헹티주의 헹티산맥 남쪽 기슭에서 발원한다. 남쪽으로 180 km 정도 흐르다가 동쪽으로 물길을 꺾어 몽골 더르너드주의 주도인 처이발상을 거쳐서 중국 헤이룽장성의 후룬호(呼倫湖)로 흘러 들어간다. 약 1090 km 지점에서 중국 내몽골 자치구의 다싱안링산맥(大興安嶺山脈) 서쪽에 있는 후룬베이얼 초원(呼倫貝爾草原) 일부를 강역으로 아우르고 있다.
강의 유역 면적은 12만 km2이다. 케룰렌강 유역 일대는 비옥해서 유목지로 활용되었고 이 지역은 상거래가 활발하였다.

## 간혹 폭우가 내렸을 때
간혹 폭우가 내렸을 때에는 아르군강과 후룬 호가 연결되기도 한다. 케룰렌강, 아르군강, 아르군강과 연결되는 아무르강의 길이를 모두 합치면 5052 km나 되는 긴 강이다.